# 腔肠动物门
腔腸動物門（學名：Coelenterata）原是動物界的一個門，後來被分為刺胞動物門及櫛板動物門。
腔肠动物门原分为2个亚门：
- 刺胞亚门（Cnidaria，現刺胞動物門）
  - 水螅纲（Hydrozoa）
  - 钵水母纲（Scyphozoa）
  - 珊瑚纲（Anthozoa）
  - †锥石纲（Conulata）
- 无刺胞亚门（Acnidaria，現櫛板動物門）
  - 栉水母纲（Ctenophora）